# Свети Карло Велики (Мајстор Теодорик)
Свети Карло Велики (Charlemagne) је слика бохемијског сликара мајстора Теодорика рађена уљаном темпером на буковој дасци. Сачињава део комплета који је за капелу Часног крста у Карлштејну израдио овај уметник. Портрет је постављен на истакнуто место у средини низа владара на западном зиду наоса. Квалитет уметничког дела сврстава га међу најбоља дела европског сликарства 14. века.  Слика је изложена у збирци средњовековне уметности Националне галерије у Прагу.

## Опис и класификација
У очуваном оригиналном оквиру налази се кружна рупа за реликвијар на дну. За плочу је причвршћен позлаћени хералдички штит са царским амблемом - двоглавим орлом.
Централни положај слике у композицији целог западног зида капеле и изузетан положај монарха захтевали су приказ лица са предње стране. Детаљан доњи цртеж лица, као и издашан распоред драперије која преклапа оквир може се видети на сликама снимљеним инфрацрвеном рефлектографијом. Они потврђују да првобитни дизајн није мењан током извођења слике.
Сликарев стил је идентичан осталим делима која се приписују мајстору Теодорику. Слику карактерише савршена хармонија сивих и окер тонова у коси и бради и баршунасто смеђе лице са концентрисаним изразом тамних очију. Ружичасто-црвена одора је делимично оштећена испирањем горњих глазура, а доњи цртеж на местима се просејава. Позадина слике и оквир су прекривени рељефним украсом. Глава Карла Великог била је украшена златном царском круном. Ово је вероватно откинуто током опсаде замка Карлштејна од стране Хусита, када су и остале слике страдале на исти начин. Злато је коришћено за плаћање бранилаца замка. 

### Однос цара Карла IV према Карлу Великом
Обновитељ Светог римског царства био је од посебне важности за цара Карла IV, чија је лоза водила до династије Пшемисловића и Карла Великог. Указивао му је безгранично поштовање и сматрао га узором доброг и праведног владара и свог покровитеља. Своје крунисање за цара Светог римског царства у Каролиншкој капели у Ахену 1349. године замислио је као верско ходочашће светим моштима и донео је мошти Карла Великог у Праг. Касније је капели у Ахену доградио готички хор са капелом Светог Вацлава, где је поклонио драгоцене златарске реликвијаре.  Године 1351. основао је цркву Успења Богородице и Светог Карла Великог у Прашком Новом граду, на необичном осмоугаоном плану, инспирисаном капелом у Ахену. Карло IV је чувао крунидбено благо Светог римског царства, које је укључивало реликвије, као и царску круну из 11. века, повезано са поштовањем Карла Великог. 
Године 1353-1354, Карло IV је позвао италијанског свештеника и папског легата Ђованија де Марињолија у Праг да састави хронику Римског царства и генеалогију породице Луксембурга.  Сликама мајстора Теодорика претходила је галерија фигура монарха, укључујући Карла Великог, коју је 1355-1360. године у главној сали Царске палате у Карлштејну насликао мајстор Луксембуршког породичног стабла (уништено пре 1597). Према извештају Јана од Хазмбурка, слично је била украшена и палата у Прашком замку (слике су уништене у пожару 1541. године). 

### Карло Велики у делима златара, сликара и вајара
- Реликвијар биста Карла Великог, наручио Карло IV, Ахен
- Карло Велики и Пипин Грбавац, оригинал из 829-836 (копија из 10. века).
- Карло Велики, Халберштат (илуминација из 12. века)
- Карло Велики (илуминација из 15. века)
- Шеделова Нирнбершка хроника, дрворез (1493)
- Карло Велики, Албрехт Дирер (1512)
- Карло Велики, коњичка статуа, Лувр (9. век)
- Коњичка статуа Карла Великог, Агостино Корнакини (1725), Базилика Светог Петра, Ватикан
- Карло Велики, Кутна Хора